# Silure asote
Silurus asotus
Espèce
Statut de conservation UICN

 LC  : Préoccupation mineure
Le Silure Asote (Silurus asotus) est une espèce de poissons d'eau douce de la famille des Siluridae originaire d’Asie de l’Est. 

## Répartition
Ce poisson se rencontre en Chine, en Corée du Nord, en Corée du Sud, au Japon, en Mongolie, en Russie, à Taïwan et au Viêt Nam.

## Description
Le silure asote présente une apparence générale semblable à celle du Silure glane mais est de taille inférieure, pouvant atteindre au maximum 130 cm (contre 373 cm pour le Silure glane). Son poids maximum constaté est de 30 kg (contre 130 kg pour le Silure glane).

## Liste des variétés
Selon GBIF (25 juin 2023) :
- Parasilurus asotus var. asotus (Linnaeus, 1758)
- Parasilurus asotus var. longus Wu, 1930

## Systématique
- Nom scientifique valide : Silurus asotus (Linnaeus, 1758)[3].
- Nom vernaculaire normalisé japonais : ナマズ ; 鯰 ; 鮎 ; 魸 ; 鮀 (Namazu?).
- Nom normalisé anglais : Amur catfish[2] (« poisson-chat de l'Amour »), en référence au fleuve Amour
- Nom vulgaire : Silure asote[4].

Silurus asotus a pour synonymes :
- Centranodon japonicus Lacepède, 1803
- Parasilurus asotus subsp. asotus
- Parasilurus asotus subsp. longus Wu, 1930
- Parasilurus asotus (Linnaeus, 1758)
- Parasilurus japonicus (Temminck & Schlegel, 1846)
- Silurichthys basilewskii Bleeker, 1858
- Siluris imberbis Gmelin, 1789
- Silurus bedfordi Regan, 1908
- Silurus cinereus Dabry de Thiersant, 1872
- Silurus dahuricus Pallas, 1787
- Silurus dauuricus Pallas, 1787
- Silurus japonicus Temminck & Schlegel, 1846
- Silurus punctatus Cantor, 1842
- Silurus spec Linnaeus, 1758
- Silurus xanthosteus Richardson, 1845